# Alexander Kazhdan
Aleksandr Petróvich Kazhdán (del ruso: Алекса́ндр Петро́вич Кажда́н) (Moscú, 3 de septiembre de 1922-Washington D. C., 29 de mayo de 1997) fue un bizantinista soviético-estadounidense.

## Biografía

### Vida en la Unión Soviética
Alexander Kazhdan nació en Moscú el 3 de septiembre de 1922. Se educó en el Instituto Pedagógico de Ufá y en la Universidad de Moscú, donde estudió con el historiador de la Inglaterra medieval, Evgenii Kosminskii.
Una iniciativa soviética de la posguerra tendiente a reactivar los estudios bizantinos en idioma ruso, llevaron a Kazhdan a escribir una disertación sobre la historia agraria de finales del Imperio bizantino (publicada en 1952 como Relaciones agrarias en Bizancio en los siglos XIII-XIV). A pesar los prejuicios antisemitas en la era de Stalin, la academia soviética forzó a Kazhdan a aceptar una serie de puestos como profesor provincial en Ivánovo y en Tula.
Posteriormente a la muerte de Stalin en 1953, la situación de Kazhdan mejoró, y llegó a ser contratado por una universidad en Velíkiye Luki. En 1956, finalmente obtuvo una plaza en el Instituto para Historia de la Academia de Ciencias de la URSS, donde permaneció hasta dejar la Unión Soviética en 1978. 
Kazhdan fue inmensamente prolífico durante su carrera soviética, publicando más de 500 libros, artículos y reseñas. Sus publicaciones contribuyeron al engradecimiento del prestigio internacional de los estudios bizantinos soviéticos.
En 1954 Kazhdan publicó el artículo Vizantíyskie gorodá v VII-XI vv. en la revista Sovétskaya Arjeológuiya, argumentando en base de evidencia arqueológica y numismática, que el vii constituyó una importante ruptura en la sociedad urbana de bizancio. Otros importantes estudios que datan de esta primera mitad de la carrera de Kazhdan, incluyen Pueblos y ciudades de Bizancio en los siglos IX-X (1960), un estudio de la relación entre la ciudad y el campo en los siglos ix y x, Cultura bizantina. Siglos X-XII (1968), un estudio de cultura bizantina, y La composición social de la clase dominante bizantina de los siglos XI-XII (1974), una influyente prosopografía y estudio estadístico de la estructura de la clase gobernante bizantina en los siglos xi y xii. Asimismo, Kazhdan ha contribuido notablemente en el campo de los estudios armenios, escribiendo sobre este pueblo que conformó la élite que gobernó el Imperio bizantino durante la Era media bizantina, en su obra Los armenios en la composición de la clase dominante del Imperio Bizantino en los siglos XI-XII (1975).

### Vida en los Estados Unidos
En 1975, el hijo de Kazhdan, el matemático David Kazhdan, emigró a los Estados Unidos donde fue aceptado en una plaza en la Universidad de Harvard, lo cual produjo un cambio en la situación de Kazhdan en la Unión Soviética. Su mujer, Musya, fue despedida de su cargo en la Editorial Moscú y la censura sobre su trabajo en la Académico soviética se incrementó. En octubre de 1978 Alexander y Musya abandonaron la Unión Soviética, luego de recibir una visa de inmigración a Israel, en donde estuvieron tres años antes de irse a los Estados Unidos. En febrero de 1979, llegaron a Dumbarton Oaks, un centro de estudios bizantinos en Washington D. C., donde Kazhdan se mantuvo como investigador sénior asociado, hasta su muerte.
En esta época, publicó diversas obras importantes en inglés: People and Power in Byzantium (1982), un amplio estudio de la sociedad bizantina, escrito en colaboración con Giles Constable; Studies in Byzantine literature (1984) con Simon Franklin; y Change in Byzantine Culture in the Eleventh and Twelfth Centuries (1985) con Ann Wharton Epstein. Su proyecto más grande en lengua inglesa fue también un masivo esfuerzo colaborativo: los tres volúmenes del Oxford Dictionary of Byzantium (1991), editado por Kazhdan. Este trabajo constituyó la primera obra de referencia en su clase en ser se publicada, y sigue siendo un punto indispensable de partida para todas las áreas de estudios bizantinos. Él escribió aproximadamente el 20 %, o alrededor de 1000 entradas en el Diccionario, las cuales están firmados con sus iniciales A.K..
Kazhdan murió en Washington D. C. el 29 de mayo de 1997. Su muerte truncó su trabajo durante la redacción de la obra History of Byzantine Literature, aun así, su primer volumen, que abarca el período 650-850, fue publicado en 1999.

## Publicaciones
- Oxford Dictionary of Byzantium (en inglés). 1991. ISBN 9780195046526. (3 volúmenes)
- Аграрные отношения в Византии XIII-XIV вв. (Relaciones agrarias en Bizancio en los siglos XIII-XIV) (en ruso). Moscú. 1952.
- Религия и атеизм в древнем мире (Religión y ateísmo en el mundo antiguo) (en ruso). Moscú. 1957.
- Con Gennadi Litavrin: Очерки истории Византии и южных славян (Ensayos sobre la historia de Bizancio y los eslavos del sur) (en ruso). Moscú. 1958.
- Деревня и город в Византии IX-X вв. Очерки по истории византийского феодализма (Pueblos y ciudades de Bizancio en los siglos IX-X. Ensayos sobre la historia del feudalismo bizantino) (en ruso). Moscú. 1960. OCLC 6478523.
- От Христа к Константину (De Cristo a Constantino) (en ruso). Moscú. 1965.
- Con N. A. Smirnov: Церковь в истории России, IX в.-1917 г. : критические очерки (La Iglesia en la historia de Rusia, siglo IX-1917: ensayos críticos). Moscú. 1967.
- Византийская культура. X-XII вв. (Cultura bizantina. Siglos X-XII) (en ruso). Moscú. 1968. OCLC 7970497.
- Книга и писатель в Византии (Libros y escritores en Bizancio) (en ruso). Moscú. 1973.
- Социальный состав господствующего класса Византии XI-XII вв. (La composición social de la clase dominante bizantina de los siglos XI-XII) (en ruso). Moscú. 1974.
- Армяне в составе господствующего класса Византийской империи в XI-XII вв. (Los armenios en la composición de la clase dominante del Imperio Bizantino en los siglos XI-XII) (en ruso). Ereván. 1975. OCLC 3536938.
- Con Giles Constable: People and Power in Byzantium: an Introduction to Modern Byzantine Studies (en inglés). Washington. 1982.
- Con Simon Franklin: Studies on Byzantine Literature of the Eleventh and Twelfth Centuries (en inglés). Cambridge - Nueva York - París. 1984.
- Con Ann Epstein: Change in Byzantine culture in the eleventh and twelfth centuries. Transformation of the classical heritage (en inglés) 7. Berkeley: University of California Press. 1985. ISBN 9780520051294.

### Obras póstumas
- Kazhdan, L. F. Sherry y Ch. Angelidi: A History of Byzantine Literature. 650–850 (en inglés). Atenas. 1999.
- Два дня из жизни Константинополя (Dos días en la vida de Constantinopla) (en ruso). San Petersburgo. 2002.
- Никита Хониат и его время (Nicetas Coniates y su tiempo) (en ruso). San Petersburgo. 2005.
- A History of Byzantine Literature. 850–1000 (en inglés). Atenas. 2006.